# Amy Pearson
Amy Pearson (Birmingham, 19 luglio 1985) è una cantautrice britannica.

## Biografia
Amy Pearson è stata notata da Jay Dee Springbett, futuro A&R della Sony BMG, con cui ha firmato un contratto discografico all'età di 18 anni. Nel 2006 ha registrato un brano con Guy Sebastian, We Both Know, ed ha scritto una canzone per l'album Somewhere Else di Eva Avila. Due anni dopo ha pubblicato il suo album di debutto Who I Am, che ha raggiunto la 39ª posizione della ARIA Albums Chart. È stato anticipato dai singoli Don't Miss You, Not Me e Ready to Fly, che si sono piazzati alla numero 19, 37 e 40 della classifica australiana; inoltre, il primo è stato certificato disco d'oro nel paese, dove è risultato l'89° brano più venduto dell’anno. Ad ottobre 2009 è stato pubblicato Butterfingers, primo estratto dal secondo album, che non ha goduto di alcun successo commerciale, sciogliendo così il contratto della cantante con la sua etichetta. Nel 2010 ha scritto Freefallin di Zoë Badwi con Denzal Park, che le ha fruttato un APRA Music Award ed una candidatura agli ARIA Music Awards. L'anno seguente Demi Lovato ha incluso Aftershock, inizialmente registrata da Pearson, come traccia bonus nel suo album Unbroken.

## Discografia

### Album in studio
- 2008 – Who I Am

### Singoli
- 2007 – Don't Miss You
- 2007 – Not Me
- 2008 – Ready to Fly
- 2009 – Butterfingers